# Điện mặt trời Phước Thái
Điện mặt trời Phước Thái là nhóm nhà máy điện mặt trời xây dựng trên vùng đất xã Phước Thái huyện Ninh Phước tỉnh Ninh Thuận, Việt Nam .
Dự án 2019 của Điện mặt trời Phước Thái có 3 nhà máy với tổng công suất lắp máy 200 MW, bao gồm Nhà máy Điện mặt trời Phước Thái 1, 2, 3 với công suất tương ứng là 50MW, 100MW và 50MW.
Điện mặt trời Phước Thái 1 có công suất lắp máy 50 MWp, khởi công tháng 9/2019, dự kiến hoàn thành tháng 7/2020. Nhà máy có diện tích hoạt động 65 ha, sản lượng điện hàng năm cỡ 80,975 triệu kWh. Chủ đầu tư là Ban Quản lý dự án Điện 3 thuộc Tập đoàn Điện lực Việt Nam.
Điện mặt trời Phước Thái 2 có công suất lắp máy 100 MWp, Dự án năm 2019.
Điện mặt trời Phước Thái 3 có công suất lắp máy 50 MWp, Dự án năm 2019.